# 韦尼阿明·卡维林
韦尼阿明·亚历山德罗维奇·卡维林（俄語：Вениамин Александрович Каверин，1902年4月6日［儒略曆4月19日］—1989年5月2日），苏联作家。

## 生平
卡维林出生于圣彼得堡西南的普斯科夫，当时他身为军乐手的父亲正驻扎在此地。卡维林原名齐尔博，16岁时离开普斯科夫到莫斯科文科中学就读，期间开始对文学发生了浓厚兴趣，阅读了普希金、果戈理和狄更斯的众多作品，并开始写诗。1919年考入莫斯科大学，翌年转入彼得格勒大学，同时在东方语言学院研究阿拉伯语言。受到导师提尼雅诺夫的影响，开始写作散文和小说。
1920年，列宁格勒“文学之家”组织青年征文比赛，卡维林以短篇小说《第十一公理》应征得奖，并得到马克西姆·高尔基的赞赏。卡维林曾参加文学团体谢拉皮翁兄弟的活动，他属于团体里的西方派，推崇霍夫曼和史蒂文森的作品。1923年毕业于东方语言学院，次年从列宁格勒大学历史语言系毕业，继续就读研究生。1926年他发表了《帮派的终结》，他开始从早期的虚构作品向立足现实的社会主义现实主义转变。1929年完成了《爱闹事的人》，主题是描绘文学和科学界的政治斗争。
1931年卡维林的《不知名的艺术家》，要求保护艺术家的创作自由。不久就遭到批判，被称作“鼓吹小资产阶级复辟的作品”。这次批判使卡维林之后的做题一方面选择民众欢迎的主题，一方面又将自己的艺术想法融入其中。1938年，他的《船长与大尉》第一部出版。苏德战争期间，卡维林担任《消息报》通讯记者，曾参加过列宁格勒保卫战。1942-1943年在北方舰队服务，其间他完成了《船长和大尉》的第二部。
战后，卡维林和诗人帕维尔·安托克尔斯基共同撰写了爱伦堡和大卫·格罗斯曼主编的《黑书》中的第一章《索比布尔起义》。1958年帕斯捷尔纳克获得诺贝尔文学奖后，苏联作家们组织了对帕斯捷尔纳克的批判，卡维林是少有的没有参与围攻的作家。正如莫斯科新闻所评论的，“卡维林表现了即使在最为困难的环境下，也仍然可以保持一个人的品质和高贵。他的例子是对众多的向体制出卖自己灵魂的苏联作家的责备。”

## 作品
- 《大师和学徒》（1923），卡维林早期作品的合集，受到俄罗斯形式主义运动的影响，以科幻和侦探小说为主。
- 《船长与大尉》（1938-1946），获得1946年斯大林奖金，并于1958年和1976年两次搬上银幕。
- 《如愿以偿》
- 《一本打开的书》（1955），描写了齐莫达·厄莫丽娃和列夫·齐尔博这一对微生物学家的事迹。
- 《在镜子面前》（1970-1975）